# Gradonachalstvo
Gradonachalstvo (en ruso: градоначальство) era una demarcación administrativa especial  del Imperio Ruso entre el siglo XIX y principios del siglo XX para algunas ciudades importantes.
La responsabilidad municipal incluía la propia ciudad y sus tierras adyacentes, que se organizaban de manera independiente a diferencia de las gubernias o gobernaciones del Imperio, y de los territorios autónomos como el Gran Ducado de Finlandia o el kanato de Jiva. Estaba bajo administración de un funcionario, llamado gobernador (gradonachalnik), que se subordinaba directamente al Gobernador General.

## Gobernaciones
Las gobernaciones (gradonachalstva) de ciudades a finales del Imperio:

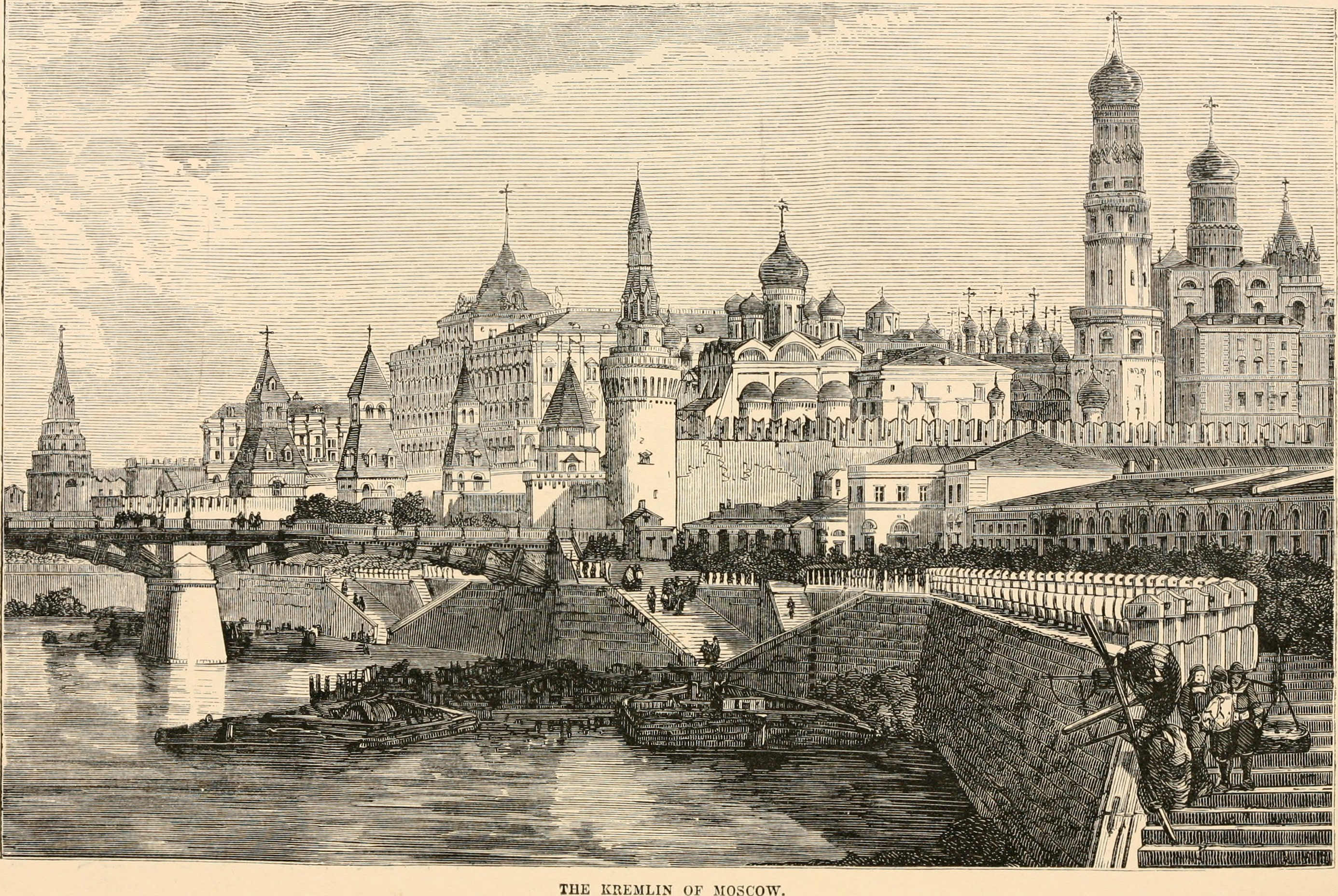
Dibujo del Kremlin de la ciudad de Moscú en 1886, para el libro "El chico que viaja al Imperio Ruso".

- Administración de la ciudad de Odesa (1802). La gobernación de la ciudad de Odesa contaba con distritos especiales organizados en dumas donde participaba el gobierno local (zemstvo) y que formaban en su conjunto el gobierno o gubérniya.
- Municipio de Kerch-Yeni-Kale (1821)
- Administración de la ciudad de Sebastopol (1872)
- Alcaldía de San Petersburgo (1873) Al igual que en Odesa, contaba con distritos especiales organizados en dumas donde particiDibujo del Kremlin de la ciudad de Moscú en 1886, para el libro "El chico que viaja al Imperio Ruso".[5]paba el gobierno local (zemstvo) y que formaban en su conjunto el gobierno o gubérniya. La ciudad portuaria de Kronstadt, a 30 kilómetros de la ciudad, estaba administrada directamente por un gobernador militar.[1]
- Administración de la ciudad de Nikoláiev (1900)
- Administración de la ciudad de Rostov del Don (1904)
- Alcaldía de Moscú (1905)
- Alcaldía de Bakú (1906)
- Administración de la ciudad de Yalta (1914)

- Municipio de Taganrog (1802–1887)
- Municipio de Feodosia (1804–1829)
- Gobierno de la ciudad de Izmail (1830–1835)
- Administración de la ciudad de Kiajta (1851–1863)
- Municipio de Derbent (1860–1863)
- Administración de la ciudad de Dalián (1899–1905). La ciudad de Dalian en la actual China estuvo arrendada a la dinastía Qing por un acuerdo bilateral en 1898 hasta 25 años. El emperador perdió la ciudad ante Japón durante la guerra ruso-japonesa en 1905.